# كريستوفر وايت (عازف بيانو)
كريستوفر وايت (بالإنجليزية: Christopher White)‏ هو عالم موسيقى وعازف بيانو بريطاني، ولد في 1984.